# Tolkunbek Hudajbergenov
Tolkunbek Hudajbergenov (turkmeniska: Tolkunbek Hudaýbergenow, Tolkunbek Hudajbergenov, ryska: Толкунбек Худайбергенов, Tolkunbek Chudajbergenov), född 4 januari 1986, är en turkmensk tyngdlyftare. Han föddes i distriktet Gurbansoltan Eje i provinsen Tasjauz.
Vid de asiatiska mästerskapen i tyngdlyftning 2008 vann Hudajbergenov brons i stöt i klassen herrar 62 kilo, totalt rankad fyra med sammanlagt 284 kg. Han tävlade i tyngdlyftning vid OS i Peking 2008 i herrar 62 kilo och slutade på sjunde plats med 288 kg. Han slog därmed sitt personliga rekord med 4 kg.